# National Board of Review
Das National Board of Review (NBR) ist eine New Yorker Organisation von Filmemachern und Filmwissenschaftlern, die jährlich wichtige Filmpreise vergeben.

## Geschichte
Das National Board of Review of Motion Pictures wurde 1909 in New York aus Protest gegen den damaligen Bürgermeister George McClennan gegründet. Dieser hatte ein Jahr zuvor die Aufhebung der Spiellizenz von Kinofilmen verordnet, um die demoralisierende Wirkung des noch jungen Mediums auf die Bevölkerung zu stoppen.
Auf ihrer verfassungsrechtlich garantierten Meinungsfreiheit bestehend, taten sich Kinobetreiber (wie Marcus Loew), Filmverleiher (Pathé und andere) und das private Kunst-College Cooper Union zum New York Board of Motion Picture Censorship zusammen (1912 umbenannt in National Board of Censorship und 1915 in National Board of Review of Motion Pictures). Sie wollten hervorragende Filme auszeichnen und für die neue, kulturell bahnbrechende Kunstform eintreten.
Um die Zensierung von Filmen durch die Regierung zu vermeiden, wurde das National Board of Review 1915 zur inoffiziellen Prüfstelle von Neuerscheinungen. Bis in die 1950er Jahre erschien im Vor- oder Abspann von Filmen das Gütesiegel Passed by the National Board of Review. Weltweite Beachtung fanden auch die herausgegebenen Zeitschriften wie das National Board of Review Magazine (1926–1942) oder Films in Review (seit 1950), in denen Größen wie Pearl S. Buck, Alfred Hitchcock, Fritz Lang oder Tennessee Williams veröffentlichten.
Heute ist das National Board of Review eine gemeinnützige Organisation von Filmschaffenden sowie Lehrern, Studenten und Historikern aus dem Bereich Film. Hauptbetätigung ist das Angebot von Seminaren und Lehrgängen sowie die Vergabe von Stipendien.

## Preisvergabe und Kategorien
Seit 1920 stimmen die Mitglieder über die besten Filmarbeiten des Jahres ab, veröffentlicht bis 1928 in Listen mit jeweils 40 Titeln in alphabetischer Reihenfolge, ab 1929 in ebenso alphabetischen Listen für die Top 10 Best Films und die Top 5 Best Foreign Films. Seit 1932 wird zusätzlich aus diesen Top 10 der Beste Film ausgezeichnet und seit 1934 der Beste ausländische Film. Heute sieht die Organisation jährlich über 300 Filme in Anwesenheit der Filmemacher und bewertet am Ende eines jeden Jahres die besten Filme in bis zu 28 verschiedenen Kategorien. Da zwischen der Organisation und der Filmindustrie keine Verbindung besteht, und weil es traditionell als erster Filmzirkel jährlich seine Filmpreise vergibt (meist im Dezember), genießt der NBR Award den Ruf als Alternative zu den Oscars, die sich eher an Filmhits als an Filmkunst zu orientieren scheinen. Seit 2000 werden die Filmpreise in einer Zeremonie im Januar übergeben, aber die Bekanntgabe der Gewinner einen Monat vorher wurde beibehalten.
Die Preiskategorien des Jahres 2010 (verliehen seit nennt das Filmjahr, nicht das Jahr der Preisübergabe):
| Kategorie                                        | Originalbezeichnung(en)                          | verliehen seit |
| Bester Film                                      | Best Film                                        | 1932           |
| Bester fremdsprachiger Film                      | Best Foreign Language Film                       | 1934           |
| Bester Dokumentarfilm                            | Best Documentary                                 | 1940           |
| Bester Hauptdarsteller                           | Best Actor                                       | 1945           |
| Beste Hauptdarstellerin                          | Best Actress                                     | 1945           |
| Bester Nebendarsteller                           | Best Supporting Actor                            | 1954           |
| Beste Nebendarstellerin                          | Best Supporting Actress                          | 1954           |
| Bestes Schauspielensemble                        | Best Acting By An Ensemble                       | 1994           |
| Bester Nachwuchsdarsteller                       | Breakthrough Performance – Male                  | 1998           |
| Beste Nachwuchsdarstellerin                      | Breakthrough Performance – Female                | 1995           |
| Beste Regie                                      | Best Director                                    | 1945           |
| Bestes Regiedebüt                                | Outstanding Directorial Debut                    | 1997           |
| Bestes adaptiertes Drehbuch                      | Best Adapted Screenplay                          | 2004           |
| Bestes Originaldrehbuch                          | Best Original Screenplay                         | 2004           |
| Spotlight-Preis                                  | Spotlight Award                                  | 2008           |
| Bester Animationsfilm                            | Best Animated Feature                            | 2000           |
| Besondere Einzelleistung                         | Special Filmmaking Achievement                   | 1994           |
| Bestes Szenenbild                                | Production Design Award                          | 2000           |
| William-K.-Everson-Filmgeschichtspreis           | William K. Everson Film History Award            | 1994           |
| Meinungsfreiheitpreis                            | Freedom of Expression Award                      | 1995           |
| Spezielle Würdigung für Exzellenz im Filmemachen | Special Recognition For Excellence In Filmmaking | 1996           |
| Top-Ten-Filme                                    | Top Ten Films                                    | 1929           |